# Opisthoxia erionia
Opisthoxia erionia är en fjärilsart som beskrevs av Druce 1900. Opisthoxia erionia ingår i släktet Opisthoxia och familjen mätare. Inga underarter finns listade i Catalogue of Life.